# サッコ
サッコ（伊: Sacco）は、イタリア共和国カンパニア州サレルノ県にある、人口約500人の基礎自治体（コムーネ）。

## 地理

### 位置・広がり

#### 隣接コムーネ
隣接するコムーネは以下の通り。
- コルレート・モンフォルテ
- ラウリーノ
- ピアッジーネ
- ロシーニョ
- テッジャーノ